# زاید سلطان
زاید سلطان (عربی: زايد سلطان؛ زادهٔ ۱۱ آوریل ۲۰۰۱) بازیکن فوتبال است.
وی همچنین در تیم‌های ملی فوتبال زیر ۲۳ سال و بزرگسالان امارات متحده عربی بازی کرده‌است.